# Bilans brydżowy
Bilans brydżowy - metoda w brydżu pozwalająca orientacyjnie wyliczyć liczbę przewidywanych lew do wzięcia w licytowanym kontrakcie, poprzez wykonanie prostych operacji matematycznych, uwzględniających punkty honorowe oraz - przy grze w kolor - długość w kolorze atutowym i krótkości w kolorach bocznych. 
Bilans liczy ten z graczy, który akceptuje zgłoszony przez partnera kolor (lub kontrakt BA), ustalając rozgrywany kontrakt. Obliczenie bilansu pozwala w przybliżeniu określić minimalną oraz maksymalną wartość lew, którą może wziąć dana strona. 
Istnieje kilka zbliżonych sposobów liczenia bilansu. Oto jeden z najstarszych podany przez Henryka Niedźwieckiego:

## Bilans przy kontrakcie bez atu
Polega na prostym zsumowaniu punktów na jednej i drugiej ręce i podzieleniu sumy przez 3. W efekcie otrzymamy liczbę lew, które powinniśmy wziąć. 
Np. 27 PH : 3 = 9 lew - czyli 3BA.
Dzielimy przez 3 ponieważ w talii jest 40 PH (w każdym kolorze 10) a zarazem do wzięcia przez obie pary jest 13 lew. Oznacza to, że średnio na lewę przypada ok. 3 PH.

## Bilans przy kontrakcie w kolor
Tu wyróżnia się "dłuższą" i "krótszą" rękę. 
"Dłuższa" ręka, to karty tego z partnerów, który zadeklarował kontrakt kolorowy. Sumuje się tu punkty honorowe oraz punkty za długość w deklarowanym kolorze - po 2 punkty za każdą kartę powyżej trzech.
"Krótsza" ręka, to karty gracza popierającego. Tu sumuje się punkty honorowe oraz punkty za krótkości w kolorach bocznych (przebitki). Przy trzech kartach w kolorze uzgadnianym liczy się 1 punkt za dubleton, 2 punkty za singla i 3 punkty za renons w każdym z pozostałych kolorów. Przy czterech i więcej kartach w kolorze uzgadnianym liczy się podwójnie, więc 2 punkty za dubleton, 4 punkty za singla i 6 punktów za renons.
Podobnie jak w bilansie bezatutowym sumę punktów dzieli się przez 3 i otrzymuje liczbę lew, które powinniśmy wziąć.
Np. przy układzie:
1 ręka:
- ♠ - K 6 2
- ♥ - K 10 7
- ♦ - A D W 6 5
- ♣ - A 3

2 ręka:
- ♠ - A 5 4 3
- ♥ - 6
- ♦ - K 10 7 2
- ♣ - K 9 8 6

i kontrakcie w karo:
1 ręka - 17 PH + 4 punkty za długość = 21 punktów; 2 ręka: 10 PH + 4 punkty za singla = 14 punktów; RAZEM = 21 + 14 = 35 : 3 = 11 2/3 lewy czyli blisko szlemika.  W razie wątpliwości należy spróbować zamienić K kier na D pik.
Bilans należy traktować jedynie jako pomoc przy ustalaniu wysokości kontraktu, a nie jego precyzyjne wyliczenie.